# Checkicco
 (septembre 2024).
Si vous disposez d'ouvrages ou d'articles de référence ou si vous connaissez des sites web de qualité traitant du thème abordé ici, merci de compléter l'article en donnant les références utiles à sa vérifiabilité et en les liant à la section « Notes et références ».
 Checkicco  (チェキッ娘, Chekikko), parfois abrégé en CXCO, est un groupe féminin de J-pop actif en 1998 et 1999, fondé par le producteur Yasushi Akimoto sur le modèle de son précédent groupe Onyanko Club dans les années 1980.

## Histoire
Checkicco (pour "Check it!, Ko") est également composé d'une vingtaine d'idoles japonaises portant un numéro "ID", anime sa propre émission TV DAIBAtteki!, et présente plusieurs sous-groupes. Mais le succès n'est pas cette fois au rendez-vous, et le groupe est dissous au bout d'un an, après avoir sorti six singles et deux albums, alors qu'ironiquement triomphe au même moment un groupe rival, Morning Musume, lui aussi inspiré du concept "Onyanko Club", mais par un autre producteur, Tsunku. Yasushi Akimoto se rattrape dans les années 2000 en formant toujours sur le même modèle le groupe AKB48, puis SKE48, avec plus de réussite. La chanteuse et ex-membre Mikuni Shimokawa a commencé sa carrière solo en 1999, en parallèle à Checkicco. Le groupe se reforme le temps d'un spectacle le 9 août 2004.

## Membres
| - ID001: Rina Tanaka - ID002: Mikuni Shimokawa - ID003: Miki Yahagi - ID004: Rika Arai - ID005: Megumi Igarashi - ID006: Asami Kumakiri - ID007: Aimi Ueda | - ID008: Eriko Yoshioka - ID009: Megumi Machida - ID010: Marina Kushi - ID011: Emiko Sasaki - ID012: Mam Fujioka - ID013: Megumi Nozaki - ID014: Ran Shimano | - ID015: Tomoko Mori - ID016: Eriko Matsumoto - ID017: Mayu Katō - ID018: Satomi Kaida - ID019: Hiromi Kobayashi - ID020: Ayano Ōtaki - ID021: Yuka Ōta |

## Sous-groupes
- CHEE'S (septet, ja:CHEE'S)
- METAMO (trio, ja:METAMO)
- M@M (duo, ja:M@M)
- NEO Chakkiri Musume (trio, ja:NEOちゃっきり娘)
- NEO Kashimashi Musume (trio, ja:NEOかしまし娘)

## Discographie

### Singles
- 抱きしめて (1998.12.9)
- はじまり (1999.3.3)
- 最初のキモチ (1999.5.26)
- 海へ行こう～Love Beach Love～ (1999.7.16)
- ドタバタギャグの日曜日 (1999.8.18)
- ありがとう (1999.9.17)
- チェキッ娘シングルコンプリートBOX (2000.3.15)

### Albums
- CXCO (1999.7.7)[1]

Compilation
- Best Memories (1999.10.20)[1]

### Videos
- CHECKICCO in HAWAII (1999.2.17)
- チェキッ娘 in DAIBAッテキ!! (1999.7.16)
- CHECKICCO in GUAM (1999.10.20)
- チェキッ娘 in 旅立ちLIVE (2000.1.1)

## Liens
- Ressource relative à la musique :   - MusicBrainz
- (ja) Leur premier disque, présenté sur le site officiel de Pony Canyon
- (ja) Ancien site de fan de l'époque